# KK Križevci
KK Križevci je hrvatski košarkaški klub iz Križevaca.

## Poznati igrači i treneri
- Mladen Cetinja[1][2]
- Borna Kapusta

## Vanjske poveznice
- Službena stranica KK Križevci
- KK Križevci  Arhivirana inačica izvorne stranice od 15. travnja 2021. (Wayback Machine) na stranicama Košarkaškog saveza Koprivničko-križevačke županije
- Profili KK Križevci na Crošarka.hr  Arhivirana inačica izvorne stranice od 18. travnja 2021. (Wayback Machine), Basketball.hr i Eurobasket.com.